# Председнички избори у САД 1884.
Председнички избори у Сједињеним Државама 1884. били су 25. четворогодишњи председнички избори, одржани у уторак, 4. новембра 1884. На изборима је гувернер Гровер Кливленд из Њујорка победио републиканца Џејмса Г. Блејна из Мејна. Раздвојено је непријатним блатњавањем и срамотним личним оптужбама које су засјениле суштинска питања, као што је промена цивилне управе. Кливленд је био први демократа изабран за председника Сједињених Држава од Џејмса Бјукенана 1856. године, први који је био на тој функцији откако је Ендру Џонсон напустио Белу кућу 1869. године, а последњи на тој функцији до Вудроа Вилсона, који је започео свој први мандат 1913. године. Из тог разлога, 1884. су значајни избори у политичкој историји САД, означавајући прекид у ери када су републиканци углавном контролисали председништво између Реконструкције и Велике депресије.
Кливленд је добио председничку номинацију на другом гласању Демократске националне конвенције 1884. Председник Честер А. Артур приступио је председништву 1881. након убиства Џејмса А. Гарфилда, али је био неуспешан у својој понуди за номинацију за пуни мандат. Блејн, који је био државни секретар за време председника Гарфилда, победио је Артура и друге кандидате на четвртом гласању Републичке националне конвенције 1884. Група реформистичких републиканаца познатих као "Мугвумпс" одустала је од Блејнове кандидатуре, сматрајући га корумпираним. Кампања је била поремећена изузетном политичком огорченошћу и личним увредама. Блејнова репутација за корупцију у јавности и његово ненамерно отуђење католичких гласача у последњем тренутку показали су се одлучујућим.
На изборима, Кливленд је освојио 48,9% гласова у целој земљи и 219 електорских гласова, носећи чврсти југ и неколико кључних замах држава. Блејн је освојио 48,3% гласова бирача и 182 електорска гласа. Кливленд је победио у својој матичној држави са само 1.149 гласова; да је изгубио Њујорк, изгубио би изборе. Два кандидата трећих страна, Џон Сент Џон из Партије прохибиције и Бенџамин Батлер из Зелене партије и Антимонополске партије, освојили су по мање од 2% гласова. Блејн је био последњи бивши државни секретар кога је номиновала велика политичка партија до номинације Хилари Клинтон 2016, док је Кливленд постао једини актуелни демократски председник између краја грађанског рата и избора Вудроа Вилсона у Јунајтед 1912. Државни председнички избори, период од скоро 50 година. Блејн је, на сличан начин, такође постао једини републикански кандидат у периоду од 60 година између 1856. и 1916. који никада није победио на председничким изборима, и само један од два кандидата из те странке који никада нису освојили председника у периоду од 80 година између 1856. и 1936. године.